# Samodejni pristanek
Samodejni pristanek (tudi avtomatski ~ ali avtopristanek, angleško autoland) je sistem na letalu, ki lahko avtomatsko (samodejno) izvede pristanek - v bistvu avtopilot za pristajanje. Uporablja se, ko vremenski pogoji (vidljivost) ne dopuščajo vizualnega pristanka. Posadka med avtopristankom samo nadzira sistem in v primeru, da bi šlo kaj narobe posreduje. 
Za avtopristanek je potrebno ustrezno opremljeno letališče in ustrezno opremljeno letalo.
Avtopristanek uporablja sistem za instrumentalno pristajanje - ILS (možno tudi MLS) za navigacijo pri priletu na stezo. Skoraj vsa potniška letala imajo avtopilota, ki avtomatsko sledi ILS prihodu (po višini in smeri), nimajo pa vsa sistema za avtopristanek, v tem primeru pilot malce pred stezo odklopi avtopilota in pristane "ročno". Pri avtopristanku pa se tudi pristanek izvede avtomatsko.
Sistem avtopristanek poleg avtopilota, lahko obsega še druge sisteme, ki se avtomatsko aktivirajo, npr. Auto Throttle, avtozavore, obračalnike potiska in spojlerje.
Po navadi se za avtopristanek uporablja oba avtopilota za večjo varnost.